# L'amour est un oiseau rebelle

Introduzione all'aria

L'amour est un oiseau rebelle (L'amore è un uccello ribelle), nota anche comunemente come Habanera, è una delle arie più famose della Carmen di Georges Bizet.
È la prima aria del personaggio principale, Carmen, un mezzosoprano, che entra nella quinta scena del primo atto.
Lo spartito di questo brano fu adattato dall'habanera "El Arreglito", composta dal musicista spagnolo Sebastián Yradier. Bizet pensò che fosse una canzone popolare; quando scoprì che aveva usato una musica che era stata scritta da un compositore morto da soli dieci anni, dovette aggiungere una nota allo spartito vocale di Carmen, riconoscendo la fonte.

## Testo
| In francese | Traduzione in italiano |
| --- | --- |
| L'amour est un oiseau rebelle Que nul ne peut apprivoiser, Et c'est bien en vain qu'on l'appelle, S'il lui convient de refuser. Rien n'y fait, menace ou prière; L'un parle bien, l'autre se tait, Et c'est l'autre que je préfère; Il n'a rien dit mais il me plaît. Refrain: (L'amour est un oiseau rebelle) etc. L'amour est l'enfant de Bohême, Il n'a jamais, jamais connu de loi; Si tu ne m'aimes pas, je t'aime; Si je t'aime, prends garde à toi! (Prends garde à toi!) Si tu ne m'aimes pas, Si tu ne m'aimes pas, je t'aime; (Prends garde à toi!) Mais si je t'aime, si je t'aime; Prends garde à toi! Refrain: Si tu ne m'aimes pas, etc. L'oiseau que tu croyais surprendre Battit de l'aile et s'envola. L'amour est loin, tu peux l'attendre; Tu ne l'attends plus, il est là. Tout autour de toi, vite, vite, Il vient, s'en va, puis il revient. Tu crois le tenir, il t'évite, Tu crois l'éviter, il te tient! Refrain: Tout autour de toi, vite, vite etc. L'amour est l'enfant de Bohême, Il n'a jamais, jamais connu de loi; Si tu ne m'aimes pas, je t'aime; Si je t'aime, prends garde à toi! (Prends garde à toi!) Si tu ne m'aimes pas, je t'aime (Prends garde à toi!) Mais si je t'aime, si je t'aime Prends garde à toi! | L'amore è un uccello ribelle che nessuno può domare ed è davvero inutile chiamarlo se gli conviene sottrarsi. Niente lo smuove, minaccia o preghiera uno parla bene, l'altro tace ed è l'altro che preferisco Non dice niente, ma mi piace. Refrain: L'amore è un uccello ribelle ecc. L'amore è un piccolo boemo (Romanì), Non ha mai, mai conosciuto legge, se tu non mi ami, io ti amo se io ti amo, attento a te! Refrain: Se tu non mi ami, ecc. L'uccello che credevi di catturare con un colpo d'ali è volato via... L'amore è lontano, puoi aspettarlo, non l'aspetti più, eccolo lì! Tutto intorno a te, veloce, veloce, Viene, se ne va, poi ritorna... Tu pensi di averlo preso, lui ti evita Pensi di evitarlo, lui ti ha preso. Refrain: Tutto intorno a te ecc. L'amore è un piccolo boemo (Romanì), Non ha mai, mai conosciuto legge, se tu non mi ami, io ti amo se io ti amo, attento a te! se tu non mi ami, io ti amo se io ti amo, attento a te! se tu non mi ami, io ti amo se io ti amo, attento a te! |

## Cover
La canzone "Carmen" di Stromae tratta dall'album Racine carrée (2013).
La canzone "Habanera" di Raiven tratta dall'EP Sirene pt.1 (2024). 

## Nella cultura di massa
Nel film Gli Aristogatti del 1970, Madame Adelaide Bonfamille (la padrona di Duchessa e dei micetti) accoglie il suo avvocato Georges Hautecourt per fare testamento mentre sta ascoltando un disco a 78 giri della "Carmen" di Bizet. I due ballano insieme ricordando i tempi in cui erano giovani. 
Nel 1996 è Danny Boyle nel suo Trainspotting a usare l'aria della Carmen nelle sequenze in cui Mark cerca di disintossicarsi.
Nel film Topolino, Paperino, Pippo: I tre moschettieri del 2004, l'Habanera è la base della romantica canzone tra Pippo e Clarabella.
Nel film Up del 2009, nella scena in cui Carl Fredriksen (l'anziano protagonista del film) scende nel pian terreno col montascale, si può sentire come commento musicale la celebre aria della Carmen di Bizet.
Nel film Bohemian Rhapsody del 2018 a un certo punto si puo' sentire Freddie Mercury (interpretato da Rami Malek) mettere su un disco con l'aria della Carmen di Bizet.
Parte di Habanera viene inclusa nella parte finale della traccia It's a Dog Eat Plumber World nella versione pubblica di Super Mario Bros. - Il film.